# أحمد شاملو
أحمد شاملو (12 ديسمبر 1925 - 24 يوليو 2000)، شاعر وکاتب سيناريو وصحفي إيراني. ولد في مدينة طهران الإيرانية الكاتب المعروف الإيراني.
وللتحدث عن أحمد شاملو ينبغي ان نشير إلى «نيما يوشيج» المجدد الأول في الشعر الفارسي الحديث حيث كسر أوزان الشعر الفارسي القديم والمعروفة باسم أوزان الفراهيدي وقام بنشر أول قصيدة له على وزن التفعلية.
ويمكن مقارنة بدر شاكر السياب الذي قام بنفس الدور في عام 1945 ب«نيما يوشيج». وقد تأثر أحمد شاملو أكثر ما تأثر بهذا الشاعر الطلائعي غير انه طور أساليبه الشعرية فيما بعد وأرسى ما وصف بالشعر الحر والشعر المنثور. إذ يمكن ان نقارن أحمد شاملو في هذا المجال بالشاعر العربي علي أحمد سعيد (أدونيس).
ولد الشاعر والباحث في التراث والمترجم الشهير أحمد شاملو عام 1925 في مدينة طهران، وقد ترك الدراسة في السنة الأولى للثانوية واشتهر كشاعر في الأوساط الأدبية منذ سن السابعة عشر.
فعلاوة على دواوينه الشعرية قام شاملو بترجمة قصائد وأشعار من أعظم الشعراء الأوروبيين منهم سان جان بروس ولوركا وألبرتي وآخرون؛ كما ترجم بعض الروايات وقام بابحاث في مجال التراث الشعبي الإيراني.
كما نشط شاعرنا أيضا في مجال الصحافة وقام بإصدار أو ترأس عدة صحف؛ وكان دوره في تطوير الشعر الفارسي الحديث أكثر من آي شاعر إيراني آخر حيث يتمتع شعره الجميل بلغة بليغة وعمق في المفاهيم
و المضامين.
ويمكن للمتلقي أن يلمس في قصائد شاملو، الملحمة منسجمة مع الغزل ويرى الإنسان المعاصر حاضرا في معظم قصائده.
كما ويمكن ان نشاهد في أشعاره لغة أدونيس الفاخرة وملحمة محمود درويش وتحدي الجواهري للأنظمة.
فقد سيطر أحمد شاملو ولخمسة عقود على النشاط الشعري في إيران وأصبح مركزا مشعا للثقافة والأدب في البلاد.
يمجد شاملو في شعره الإنسان وشأنه ويعارض التحقير والوهن الذي يتعرض له هذا الإنسان المقهور من قبل الأنظمة الاستبدادية التي لاتعترف بشأن له.
وقد نهل الشاعر من الأدب الفارسي القديم واللغة الفارسية القديمة حيث مزج هذا التراث مع الحداثة بإدخاله عنصر الإنسان المعاصر ومعاناته في قصائده.
سجن شاملو لفترة قصيرة إبان الحرب العالمية الثانية بتهمة مناصرة الألمان في حربهم ضد الحلفاء غير انه سرعان ما قد تغيرت عقيدته وأصبح يساريا ديمقراطيا وحتى آخر لحظات حياته.
كما عارض أحمد شاملو بأشعاره نظام الشاه وأهدى أجمل قصائده للمناضلين اليساريين الذين كافحوا أو استشهدوا في السجون والزنازين أو في حروب الشوارع ولم تخل أشعاره بعد الثورة الإسلامية وكما رأينا في مطلع هذا المقال من انتقادات لاذعة لما شهدته إيران من أحداث في المجتمع الإيراني بعد قيام الثورة في إيران.
بعد ديوانه «القصائد المنسية» التي صدر في الأربعينات من القرن المنصرم وهو ديوان لأشعار حب سطحية، نشر شاملو ديوان «الهواء النقي» في الخمسينات، وطرح نفسه كشاعر له وزنه ودوره في ساحة الشعر والأدب؛ وتلا ذلك بدواوين أهمها «بستان المرائي» و«أيدا في المرآة» و«أيدا والشجر والخنجر والذكريات» و«مراثي التراب» و«التفتح في الضباب» و«إبراهيم في النار» و«خنجر في الصحن».
و«أيدا» هذه هي المرأة الارمنية التي أحبها أحمد شاملو في الستينات بعد أن طلق زوجته الأولى حيث استقرت أيدا وحبها المتوهج في نفس شاملو ملهما شعريا له.
وكان أحمد شاملو باحثا دؤوبا في مختلف مناحي الحياة الأدبية والثقافية، لايكل ولا يتعب حيث أغنى المكتبة الفارسية بدواوينه وترجماته وبحوثه الفلكلورية.
ويعتبر الناقدون أحمد شاملو محطما للأصنام في إيران حيث لم يسلم حتى الشعراء الفرس العظام من انتقاداته؛ إذ انتقد سعدي الشيرازي لمواقفه المحقرة للمرأة والفردوسي لمغالطته التاريخية في قصة «كاوة الحداد والضحاك». وقد جلبت هذه الانتقادات وخاصة الموجهة للفردوسي الذي يعتبره القوميون الفرس محيي اللغة الفارسية بعد الفتح العربي الإسلامي لإيران ونبيا لهم، جلبت لشاملو المزيد من الشتائم والهجمات المتعصبة من هؤلاء القوميين.
وكان أحمد شاملو طموحا في القضايا السياسية مؤمنا بالديمقراطية وحقوق الشعوب الإيرانية غير الفارسية حيث خصص في أوائل الثمانينات المزيد من صفحات مجلته الأسبوعية «كتاب جمعة» لثقافة وأدب هذه الشعوب حيث كان يعتبر النظام الفيدرالي إطارا مناسبا لإيران.
و لم تسمح وزارة الإرشاد بطبع دواوينه وسائر آثاره الا عقب مجيء خاتمي حيث تم الحظر على كتبه لمدة 16 عاما (1981- 1997).
وقد تعرض أحمد شاملو ورفاقه في اتحاد الكتاب الإيرانيين لهجمات شرسة من قبل المتشددين المتمترسين في بعض الصحف، تارة بحجة العلمانية وتارة بحجة العمالة للغرب. وكان أحمد شاملو في معارضته للمثالب الاجتماعية والثقافية وهفوات الحكومات والسلطات شجاعا وصريحا حيث نرى توقيعه
- قبل وبعد الثورة- في أي عريضة أو رسالة تحتج على انتهاك حقوق الكتاب أو الممارسات التي تستهدف حرية التعبير في إيران.
ويعد أحمد شاملو أعظم شعراء الرعيل الأول في إيران؛ أبرزهم نيما يوشيج ومهدي أخوان ثالث وحميد مصدق الذين رحلوا قبله ببضعة أعوام.
وأشعار شاملو بالفارسية كأغنيات فيروز بالعربية لاتحدها حدود طبقية أو مذهبية أو دينية؛ حيث وكما كان يتغنى المناضلون الوطنيون واليساريون من جهة والكتائبيون واليمينيون من جهة أخرى في لبنان بأغنيات فيروز فقد كانت قصائد شاملو أيضا تطرب قلوب المعتقلين في السجون والمناضلين ضد حكم الشاه من جهة والملكة فرح بهلوي - ملكة إيران السابقة - من جهة أخرى.
هذا هو معنى الفن الحقيقي المتخطي لكل حدود طبقية ودينية حيث يصل إلى المشترك الإنساني بين أبناء البشر.
- عن كتاب «إيران الحائرة بين الشمولية والديمقراطية» ليوسف عزيزي الصادر عن دار الكنوز الأدبية في بيروت.

## الجوائز
- 1972 جائزة فروغ فرخزاد
- 1990 جائزة حرية التعبير - منظمة حقوق الإنسان في نيويورك - هيومن رايتس ووتش
- 2000 جائزة الكلمة الحرة (هولندا)
- 2008 جائزة ستيج داغرمان

## وصلات خارجية
- أحمد شاملو على موقع ميوزك برينز (الإنجليزية)

## اتصال مع الخارج
- شاملو شاعر الحریة